# Montgellafrey
Montgellafrey é uma comuna francesa na região administrativa de Auvérnia-Ródano-Alpes, no departamento de Saboia. Estende-se por uma área de 19,36 km². Em 2010 a comuna tinha 67 habitantes (densidade: 3,5 hab./km²).